# Танець у Камеруні

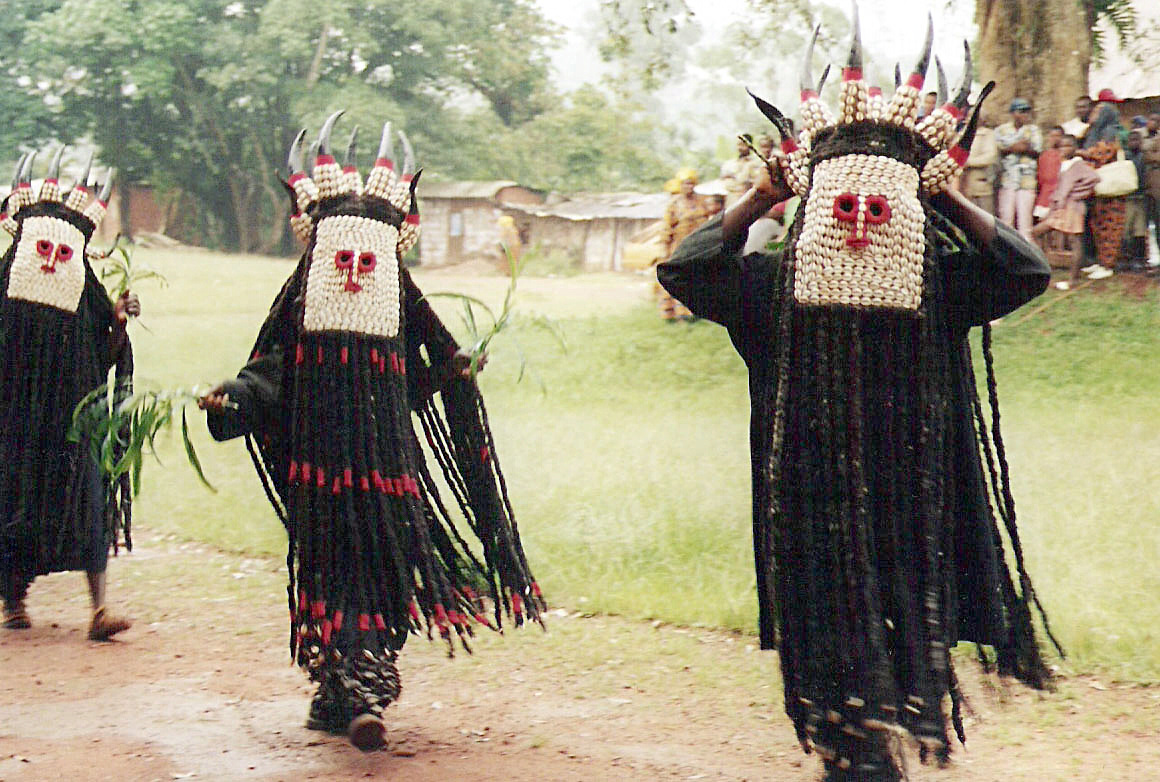

Танець в Камеруні є невід'ємною частиною традицій, релігії і спілкування людей в країні. Камерун має більш ніж 200 традиційних танців, кожен з яких пов'язаний з іншою подією або ситуацією. Колоніальна влада і християнські місіонери збентежені рідними танцями як загрозою національній безпеці пережитками язичництва. Проте, після отримання незалежності Камеруну, уряд визнав традиційний танець частиною культури країни і вжили певні заходи, щоб зберегти його.
Традиційні танці дотримуються суворої хореографії і танцюристів поділяють за віком, професією, статтю, соціальним статусом та іншими характеристиками. Деякі танці вимагають спеціальних костюмів і реквізитів, таких як маски або вентилятори. Професійні танцюристи заробляють на життя серед деяких етнічних груп, а також інші фахівці виступають на національних фестивалях і для туристів. Популярний танець, в якому чоловіки і жінки танцюють разом, можна знайти в барах, нічних клубах і на приватних вечірках Камеруну. Цей стиль тісно пов'язаний з популярною музикою, такі як Makossa, bikutsi, хайлайф, і хіп-хоп. Танці є важливим засобом соціального протесту і політичного згуртування в країні.

## Популярні танці
Популярні танці перебувають у компетенції міських барів, нічних клубів і приватних вечірок, хоча вони набули більшої популярності в сільській місцевості. Ді-джеї створюють музику, тоді як люди танцюють і п'ють пиво або пальмове вино. На відміну від традиційних танців, популярні танці дозволяють статі змішатися. Найпопулярніші вітчизняні музичні жанри Камеруну, bikutsi і Makossa, стилі танцювальної музики. Камерун імпортувала ряд популярних танців з-за кордону, в тому числі Maringa з Гани в 1850-х роках, в Ашик з Нігерії в 1920-х роках, і Абеле з Нігерії останнім часом. FORMAT_PLACEHOLDER_0 Популярні не камерунцькі танцювальної музичні композиції містять у собі нігерійський Highlife і американський хіп-хоп. У 2000 році уряд провінції Південно-Захід заборонили mapouka, танець, запозиченого з Кот-д'Івуару, за його сексуальним характером. Європейський танець, такі як балет, має популярність серед багатих міських камерунців.
Танець став важливим інструментом соціального коментаря і політичного протесту. У той час як популярна преса може бути заборонена урядом, танцюристи на вулиці вільні, щоб висловити своє невдоволення або підтримку політики уряду чи політичних партій. Противники першого президента Камеруну, Ahmadou Ahidjo, танцювали, щоб показати своє несхвалення. Інші популярні танці відзначати історичні події з камерунської історії.